# Louis Nguyễn Anh Tuấn
Louis Nguyễn Anh Tuấn (Đà Nẵng, 26 dicembre 1962) è un vescovo cattolico vietnamita, dal 25 marzo 2023 vescovo di Hà Tĩnh.

## Biografia

### Infanzia e formazione
Louis Nguyễn Anh Tuấn è nato il 26 dicembre 1962 a Đà Nẵng, sestogenito di una famiglia con nove figli.
Ha compiuto tutti gli studi a Hô Chí Minh, dove la sua famiglia si era trasferita dopo la riunificazione del paese e, dopo il diploma di scuola superiore, ha studiato presso l'Istituto di scienze naturali di quella che è oggi l'Università nazionale di Ho Chi Minh dal 1979 al 1984, dove ha conseguito la laurea in matematica e informatica. Dopo la laurea ha lavorato come tecnico informatico presso il Postal Computer Center per un anno, dopodiché è stato chiamato a svolgere il servizio militare ed inviato in Cambogia. Al termine del servizio militare, maturata la vocazione religiosa, è entrato nel seminario maggiore di San Giuseppe ad Hô Chí Minh nel 1993.

### Ministero sacerdotale
È stato ordinato prete il 30 giugno 1999 dall'arcivescovo e futuro cardinale Jean-Baptiste Phạm Minh Mẫn. Tra il 1999 e il 2001 è stato vicario parrocchiale per la parrocchia di Phú Nhuận, sempre ad Hô Chí Minh, e assistente insegnante presso il seminario maggiore di San Giuseppe.
Nel 2001 è stato inviato a Roma per studiare presso il Pontificio istituto Giovanni Paolo II, dove ha conseguito il dottorato in teologia nel 2006.
Tornato in Vietnam, negli anni ha svolto vari incarichi: nel 2007 è divenuto vicedirettore del centro pastorale dell'arcidiocesi di Ho Chi Minh e responsabile della commissione per la famiglia; nel 2009 è stato nominato segretario della conferenza episcopale per la provincia ecclesiastica di Ho Chi Minh. Ha mantenuto tali incarichi fino al 2014 quando è stato nominato direttore della segretaria generale della conferenza episcopale del Vietnam.

### Ministero episcopale
Il 25 agosto 2017 papa Francesco lo ha nominato vescovo ausiliare di Hô Chí Minh assegnandogli la sede titolare di Catro. Ha ricevuto l'ordinazione episcopale il 14 ottobre 2017 per imposizione delle mani dell'arcivescovo Paul Bùi Văn Đọc.
Nel 2019 è stato eletto presidente del comitato per la pastorale delle migrazioni della conferenza episcopale per il mandato 2019 - 2022. 
Il 19 marzo 2021, a seguito del ritiro per raggiunti limiti d'età del vescovo Paul Nguyễn Thái Hợp, è stato nominato amministratore apostolico della diocesi di Hà Tĩnh. Nel 2022 è stato eletto vicesegretario generale della conferenza episcopale del Vietnam per il mandato 2022-2025.
Durante il suo periodo come amministratore apostolico, il governo ha fornito 55.000 metri quadrati di terreno per la sede episcopale di Hà Tĩnh il 9 gennaio 2023. Il 13 febbraio successivo ha presenziato alla cerimonia di inizio costruzione del palazzo vescovile.
Il 25 marzo 2023 papa Francesco lo ha nominato vescovo di Hà Tĩnh. Ha preso possesso della diocesi il 22 aprile seguente.

## Genealogia episcopale
La genealogia episcopale è:
- Cardinale Scipione Rebiba
- Cardinale Giulio Antonio Santori
- Cardinale Girolamo Bernerio, O.P.
- Arcivescovo Galeazzo Sanvitale
- Cardinale Ludovico Ludovisi
- Cardinale Luigi Caetani
- Cardinale Ulderico Carpegna
- Cardinale Paluzzo Paluzzi Altieri degli Albertoni
- Papa Benedetto XIII
- Papa Benedetto XIV
- Papa Clemente XIII
- Cardinale Marcantonio Colonna
- Cardinale Giacinto Sigismondo Gerdil, B.
- Cardinale Giulio Maria della Somaglia
- Cardinale Carlo Odescalchi, S.I.
- Cardinale Costantino Patrizi Naro
- Cardinale Lucido Maria Parocchi
- Papa Pio X
- Papa Benedetto XV
- Papa Pio XII
- Cardinale Eugène Tisserant
- Papa Paolo VI
- Arcivescovo Angelo Palmas
- Vescovo Jacques Nguyễn Ngọc Quang
- Vescovo Emmanuel Lê Phong Thuận
- Cardinale Jean-Baptiste Phạm Minh Mẫn
- Arcivescovo Paul Bùi Văn Đọc
- Vescovo Louis Nguyễn Anh Tuấn